# On a Sunday
"On a Sunday" er  en sang indspillet af den rumænsk-canadiske sanger Ester Peony. Det blev selvstændigt frigivet til digital download som en single den 17. januar 2019. Ioana Victoria Badea skrev teksterne, mens Peony komponerede musikken sammen med Alexandru Șerbu.  "On a Sunday" vil repræsentere Rumænien i Eurovision Song Contest 2019 i Tel Aviv i Israel efter at have vundet udvælgelsesshowet Selecția Națională i februar 2019.